# Korpse (britská hudební skupina)
Korpse (z anglického Corpse – mrtvola) je britská death 'n' roll/deathmetalová kapela ze skotského Aberdeenu založená roku 1989 bubeníkem Alim "Taff" Barberem, kytaristou Paulem "Sid" Brewem a zpěvákem/baskytaristou Ianem "Fluff" Andrewem.
V roce 1991 vyšlo první demo Mauler (Demonstration Tape). O dva roky později spatřil světlo světa dvouskladbový singl X na 7" vinylové desce.
Debutové studiové album Pull the Flood vyšlo v roce 1994 u anglického vydavatelství Candlelight Records. Druhá řadová deska Revirgin vyšla v roce 1996. Krátce po jejím nahrání kapelu opustil bubeník Ali "Taff" Barber. "Fluff" a "Sid" zkoušeli za něj najít náhradu, mj. Chrise Reiferta (ex-Death, Autopsy, Abscess), ale nepodařilo se a tak se někdy v období let 1996 nebo 1997 Korpse rozpadli.
V roce 2005 vydala firma Aphelion Productions kompilační CD Mirror Distance v nákladu 1000 ks. V roce 2012 se všichni tři členové, "Taff" , "Fluff" a "Sid" dali opět dohromady a začali koncertovat.

## Diskografie
Dema
- Mauler (Demonstration Tape) (1991)[1] – šestiskladbové demo na audiokazetě

Singly
- X (1993)[1] – 7" vinyl se dvěma skladbami: X a Rusted

Studiová alba
- Pull the Flood (CD, 1994)
- Revirgin (CD, 1996)

Kompilační alba
- Mirror Distance (CD, 2005)